# WLE 97 und 98
Die normalspurigen Tenderlokomotiven WLE 97 und 98 der Westfälischen Landes-Eisenbahn (WLE) waren Dampflokomotiven für den gemischten Zugbetrieb, die 1926 bei Hanomag gebaut wurden. Sie standen bei der WLE bis in die Mitte der 1950er Jahre im Betrieb. Danach wurden sie bei Henschel mit einer vorderen Laufachse versehen und erhielten die Bezeichnung WLE 0037 und WLE 0038. Sie wurden 1962 ausgemustert und verschrottet.

## Geschichte
Die Lokomotiven entstanden als Folge von sechs Lokomotiven, die zwischen 1910 und 1912 bei Borsig für die WLE entwickelt wurden. 1925 wurden der Auftrag zum Bau von zwei weiteren Lokomotiven an Hanomag gegeben, im März 1926 erfolgte deren Auslieferung im Bahnhof Lippstadt. Die Abnahmefahrt erfolgte am 27. April 1926 durch die Bahnaufsicht bei der Reichsbahndirektion Münster (Westf).
Die Lokomotiven waren in der Lage, einen Zug mit einer Last von 200 t auf einer Steigung von 20 ‰ mit einer Geschwindigkeit von 30 km/h zu befördern. Beide Lokomotiven besaßen wenig befriedigende Laufeigenschaften. Mangels fehlender vorderer Laufachse neigten sie zum Schlingern. Bei einem Umbau 1934 und 1935 wurde die mittlere Kuppelachse zur Treibachse. Der Umbau mit einer zusätzlichen vorderen Laufachse wurde vor dem Zweiten Weltkrieg nicht mehr realisiert. Dies geschah erst 1954/1955 mit der Auftragnummern 45342 sowie 45413 bei Henschel, wodurch die WLE 0037 und WLE 0038 entstanden.

## Konstruktion
Die Lokomotiven waren Zweizylinderlokomotiven für Heißdampf. Die hintere Kuppelachse der Lok war die Treibachse. Nach den wenig befriedigenden Laufeigenschaften wurde die mittlere Kuppelachse als Antriebsachse verwendet. Das Triebwerk war mit Kolbenschiebern gesteuert. Die Lok besaß einen einfachen Blechrahmen. Die hintere Laufachse war als Bissel-Achse ausgeführt.
Die Lok besaß einen genieteten Stahlkessel und eine kupferne Feuerbüchse. Der Kessel besaß einen Rauchröhrenüberhitzer der Bauart Schmidt sowie einen Speisewasser-Vorwärmer mit Speisewasserpumpe. In der Rauchkammer war ein Funkenfänger eingebaut.
Die Lokomotive war mit einer Dampfheizeinrichtung versehen. Von dem mittig auf dem Kesselscheitel angeordneten Sanddom führten je Triebwerksseite zwei Sandrohre jeweils vor die mittlere Kuppelachse. Die Lok besaß ein Sicherheitsventil der Bauart Ramsbotton sowie ein Dampfläutewerk der Bauart Latowski.

## Umbau in WLE 0037 und 0038
Nach dem Umbau der Lokomotiven bei Henschel erhielten die Lokomotiven vierstellige Nummern und wurden als WLE 0037 und WLE 0038 bezeichnet. Durch den Umbau änderte sich neben der Achsfolge auch das Aussehen wesentlich. So besaßen die Loks einen größeren Kohlen- und Wasservorrat und erhielten geänderte Führerhausfenster und einen allseits geschlossenen Führerstand, sowie einen Krempenschornstein. Die Wasserkästen waren eine Nietkonstruktion.
Die Lokomotiven waren nach dem Umbau die wirtschaftlichsten Maschinen der WLE; der Durchschnitts-Kohlenverbrauch wurde bei ihnen auf 9,7 t/1.000 km angegeben. Das bevorzugte Einsatzgebiet der Loks war der Personenverkehr, wobei sie Reisezüge auf den Haarstrang beförderten. Dabei bewährten sie sich gut, zumal ihre Höchstgeschwindigkeit um 20 km/h gesteigert werden konnte. Bereits nach dem Umbau wurden die ersten Diesellokomotiven eingesetzt, sodass sie 1962 als Schrott verkauft wurden.

## Konstruktion
Die Lok besaß gegenüber der Ursprungsausführung einen um 500 mm verlängerten genieteten Kessel, und eine Feuerbüchse aus Stahl. Er hatte ein Kipprost, der mit einer Spindel entleert werden konnte. Außerdem besaß er eine Mischvorwärmeranlage von Henschel mit Turbo-Speisepumpe. Er hatte ein Abschlammventil der Bauart Gestra sowie pneumatische Wasserstandanzeiger erhalten. Zwei Sicherheitsventile der Bauart Ackermann vervollständigten die Ausrüstung. Die Steuerung der Dampfmaschine erfolgte mit Müller-Schiebern.
Alle Laufachsen waren als Bissel-Achsen ausgeführt, wobei die dritte Kuppelachse um 50 mm und die hintere Laufachse um 300 mm nach hinten verlegt wurden. Das Laufwerk der Lokomotiven wurde in zwei Gruppen zusammengefasst; eine Gruppe bildete die vordere Lauf- sowie die erste Kuppelachse, die andere Gruppe bildeten die zweite und dritte Kuppelachse sowie die hintere Laufachse. Verbessert wurde die Besandung der Lok; nunmehr gab es pro Triebwerksseite vier Sandfallrohre, die jeweils in Fahrtrichtung die erste und zweite Achse besandeten.